# 東ガーツ山脈

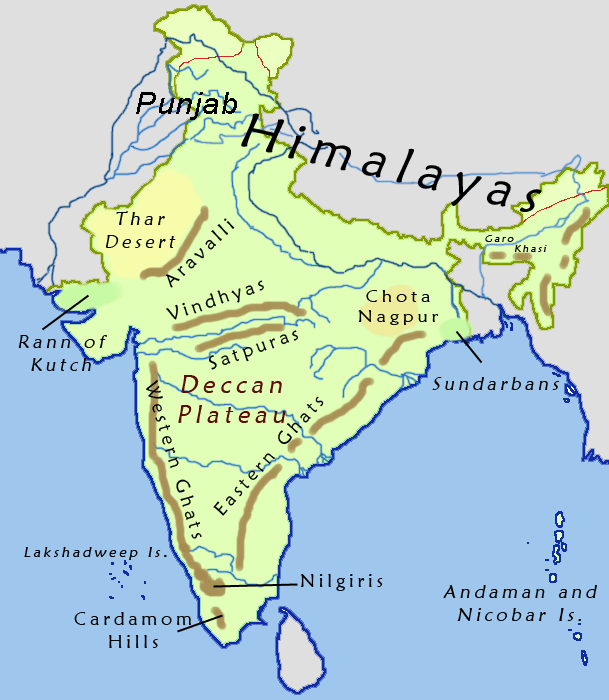
インドの地形図

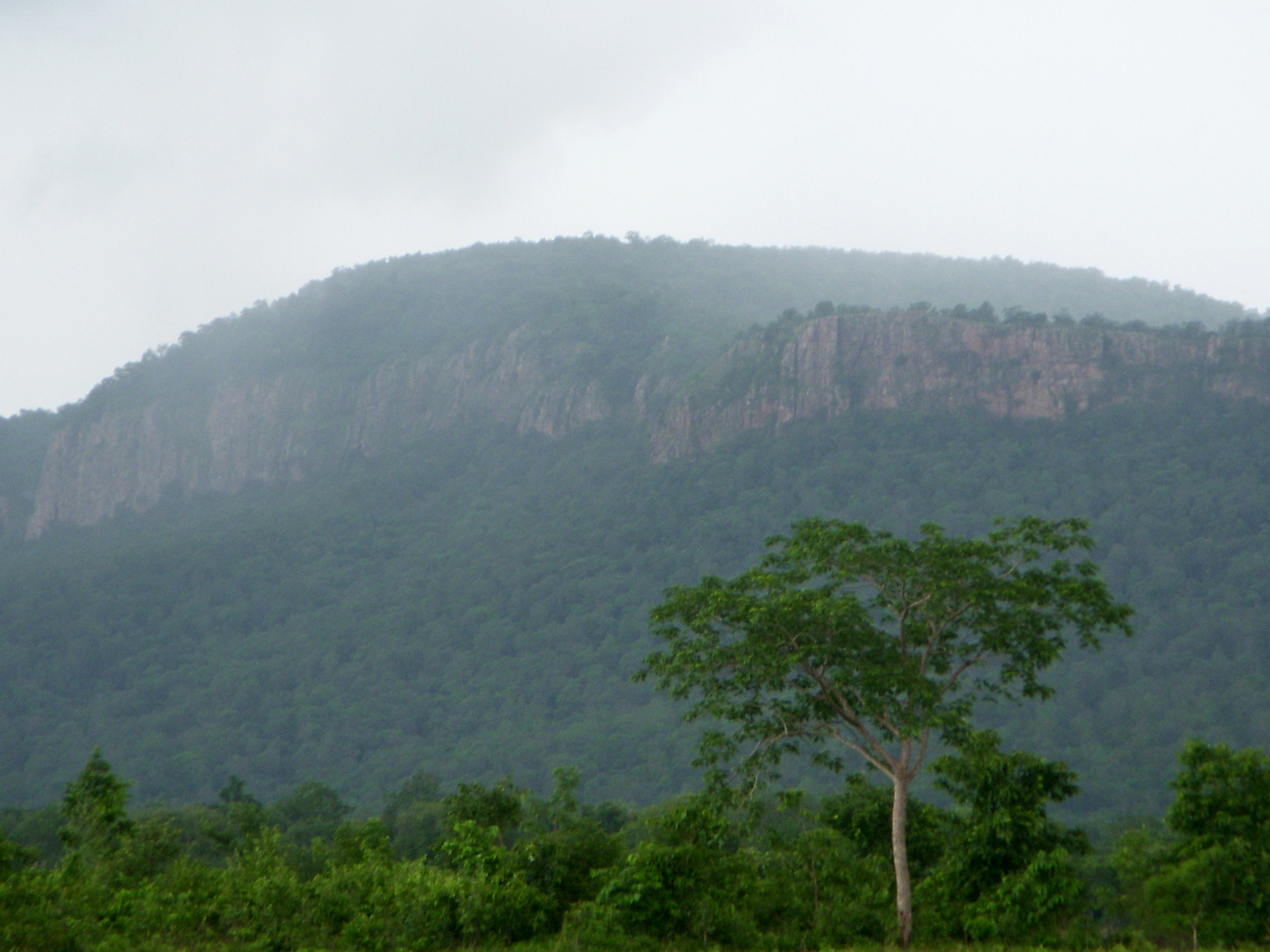
東ガーツ山脈

東ガーツ山脈（ひがしガーツさんみゃく、英語: Eastern Ghāts、テルグ語: తూర్పు కనుమలు Toorpu Kanumalu、タミル語: கிழக்குத் தொடர்ச்சி மலைகள்）は、インドの東海岸沿いの山脈である。西海岸沿いには西ガーツ山脈（Western Ghāts）があり、その間はデカン高原である。ベンガル湾に沿って山脈との間に海岸平野が伸びる。山脈は多数の丘陵山地から成り、地域の名前が付いている。東ガーツ山脈は片麻岩等の変成岩や硅岩から成り、西ガーツ山脈より岩石が古く、地質構造が複雑である。周囲には、ゴーダーヴァリ川、マハナディ川、クリシュナ川、カーヴェーリ川の4つの主要河川がある。

## ギャラリー

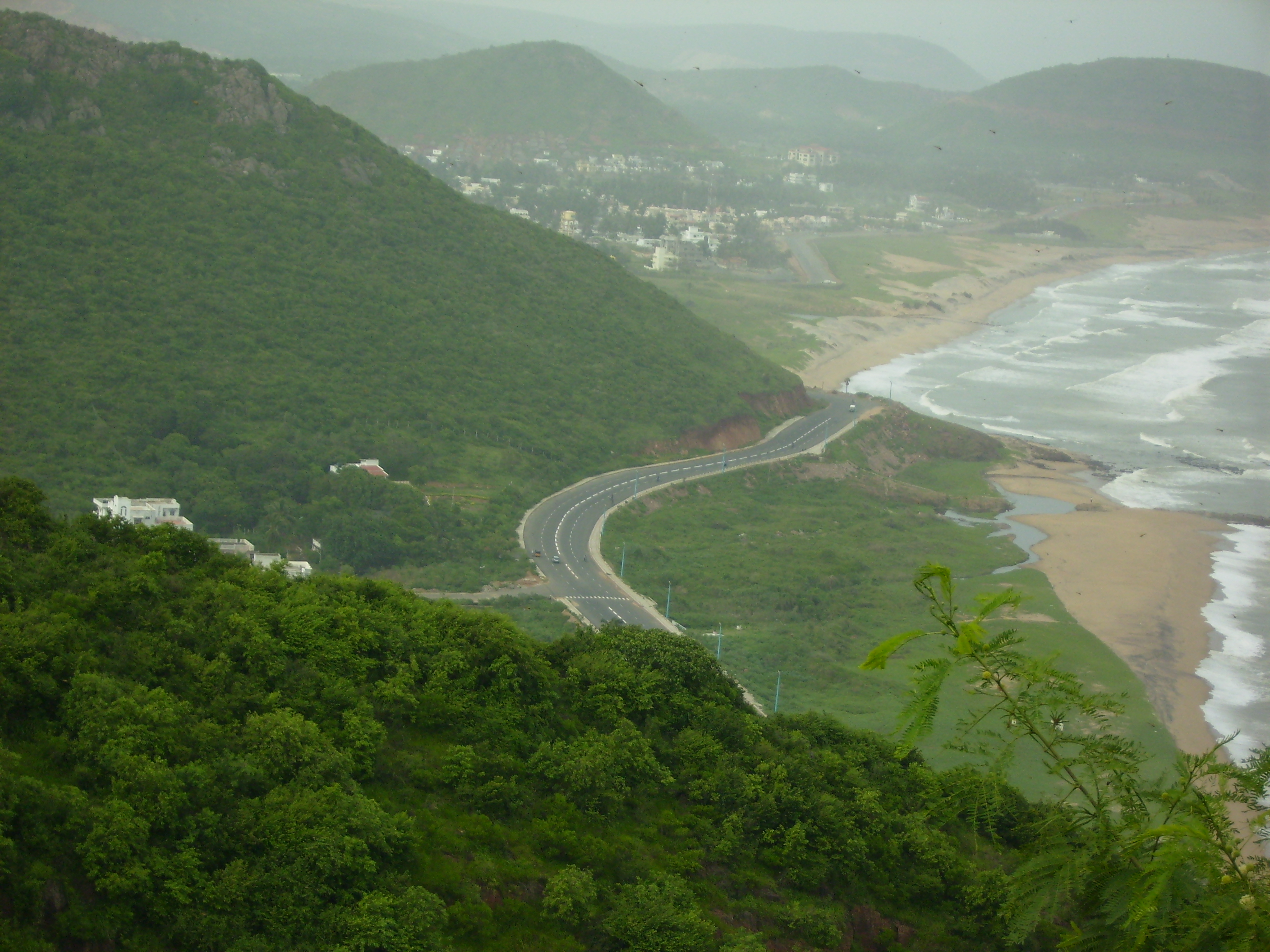
ヴィシャーカパトナムの風景
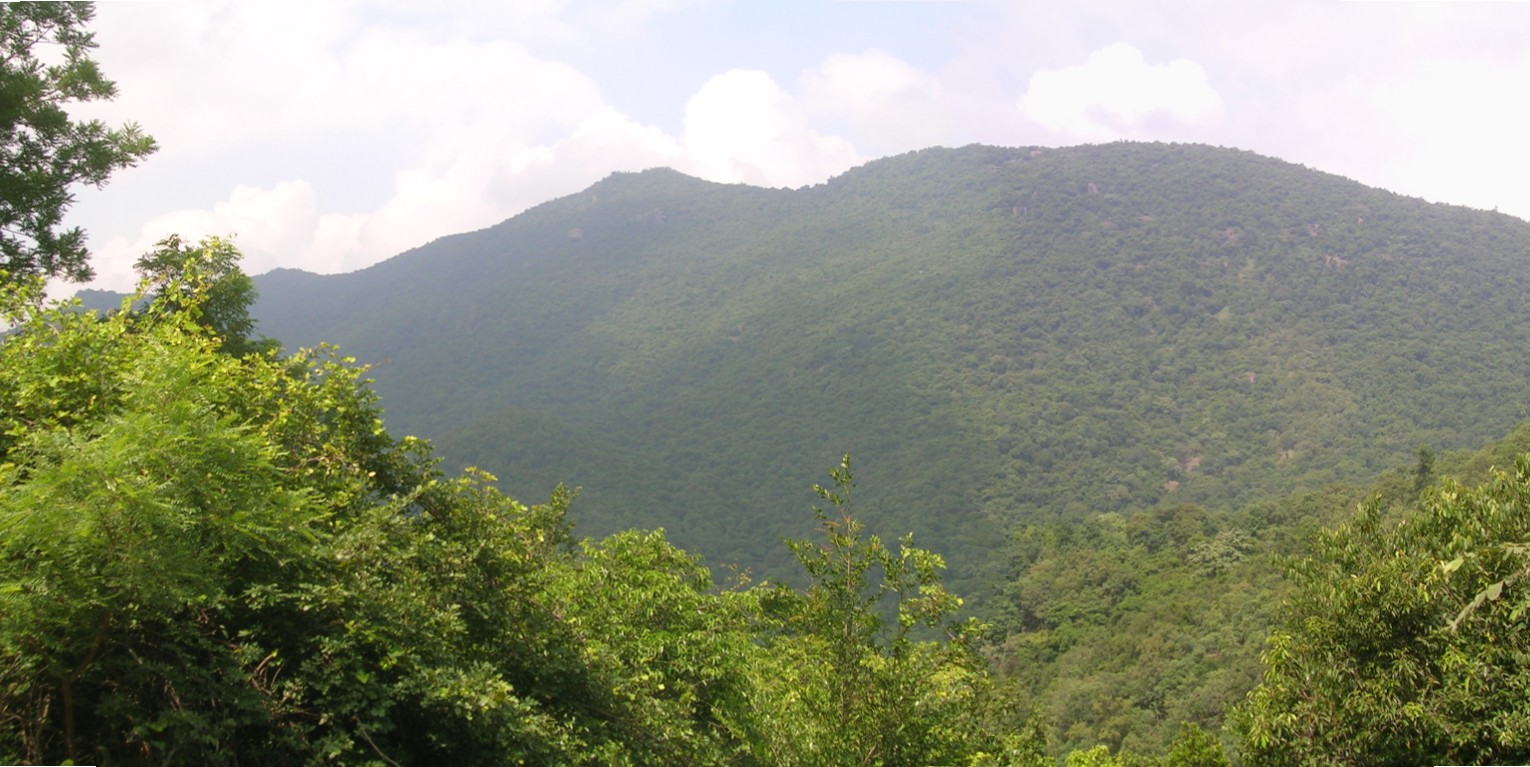
タミル・ナードゥ州のJavadi Hills